# Antonio Carrillo Flores
Antonio Carrillo Flores (Ciudad de México, 23 de junio de 1909-Ciudad de México, 20 de marzo de 1986) fue un economista, escritor, editor y político mexicano, segundo hijo del compositor Julián Carrillo.
Egresado de la Licenciatura de Derecho y Ciencias Sociales con doctorado de la Universidad Nacional Autónoma de México, sus actividades incluyeron la docencia, investigación legal, finanzas públicas y la diplomacia. Durante varios sexenios presidenciales tuvo diversos cargos públicos como secretario de Hacienda en el gobierno de Adolfo Ruiz Cortines, embajador en Estados Unidos durante el gobierno de Adolfo López Mateos, secretario de Relaciones Exteriores durante el sexenio de Gustavo Díaz Ordaz, director del Fondo de Cultura Económica en el de Luis Echeverría Álvarez y diputado federal durante el sexenio de José López Portillo.

## Cargos ejercidos
Antonio Carrillo se tituló presentando su tesis: El Impuesto Sobre la Renta, analizando su evolución histórica. Fue uno de los miembros fundadores del Tribunal Fiscal de la Federación en 1937, así mismo se desempeñó como director general de Nacional Financiera de 1945 a 1952, para ser nombrado después secretario de Hacienda entre 1952 y 1958, embajador de México en Estados Unidos y la Unión Soviética y Secretario de Relaciones Exteriores de 1964 a 1970. En 1979 fue elegido diputado federal por el XXXIX Distrito Electoral Federal del Distrito Federal a la LI Legislatura. 

## Fondo de Cultura Económica
Entre 1970 y 1972 dirigió la editorial Fondo de Cultura Económica, donde demostró eficiencia y ponderación como servidor público, cualidades que caracterizarían su permanencia dentro de la organización, dando continuidad a los objetivos planteados por la administración anterior. Durante su administración se hizo hincapié en la traducción de obras trascendentales para el estudio de la ciencia política y la economía, por ejemplo: Estructura de las revoluciones científicas, de T. S. Khun; Teoría microeconómica, de C. E. Ferguson y J. E. Gold y otros. Asimismo, se publicaron obras originales de enorme importancia, como Cuentos completos, de Francisco Rojas y González; Poesía reunida (1953-1970), de Marco Antonio Montes de Oca; El poeta niño, de Homero Aridjis, y Poesía no eres tú, de Rosario Castellanos. Se inició la colección Lecturas del Trimestre Económico, con Desarrollo Agrícola, de Edmundo Flores.

## Premios y distinciones
- Doctor honoris causa por Lincoln College de la Universidad de Oxford, en Reino Unido.
- Doctor honoris causa por la Universidad Metodista del Sur, en Dallas, Texas.
- Doctor honoris causa por la Universidad de Harvard en Cambridge, Massachusetts.
- Miembro de El Colegio Nacional de México, al cual ingresó el 4 de abril de 1972.[1]

## Algunas publicaciones
- Nuevas leyes orgánicas de los tribunales federales del artículo 102 constitucional (1934)
- La economía y los derechos del hombre en la Constitución mexicana (1952)
- México y el tercer mundo (1971)
- La evolución del derecho mexicano en el siglo XX (1976)